# Kỹ thuật sáng tạo
Kỹ thuật sáng tạo là phương pháp khuyến khích hành động sáng tạo, dù là trong nghệ thuật hoặc khoa học. Họ tập trung vào nhiều khía cạnh của sự sáng tạo, bao gồm các kỹ thuật tạo ra ý tưởng và tư duy trực giác, các phương pháp sắp xếp lại các vấn đề, thay đổi trong môi trường ảnh hưởng và vân vân. Chúng có thể được sử dụng như một phần của việc giải quyết vấn đề, biểu hiện nghệ thuật hoặc liệu pháp.
Một số kỹ thuật đòi hỏi các nhóm từ hai người trở lên, trong khi các kỹ thuật khác có thể được thực hiện một mình. Những phương pháp này bao gồm trò chơi chữ, bài tập viết và các loại ứng tác khác nhau, hoặc các thuật toán để tiếp cận vấn đề. Kỹ thuật ngẫu nhiên khai thác tính ngẫu nhiên cũng phổ biến.

## Kỹ thuật ngẫu nhiên
Chủ nghĩa may rủi là sự kết hợp các cơ hội (các yếu tố ngẫu nhiên) vào quá trình sáng tạo, đặc biệt là việc tạo ra nghệ thuật hoặc phương tiện truyền thông. Chủ nghĩa may rủi thường được tìm thấy trong âm nhạc, nghệ thuật và văn học, đặc biệt là trong thơ ca. Trong phim, Andy Voda đã làm một bộ phim vào năm 1979 gọi là "Chance Chants", mà ông đã sản xuất bằng cách tung đồng xu hoặc lắc xúc xắc. Trong âm nhạc, John Cage, một nhạc sĩ tiên phong, đã sáng tác nhạc bằng cách đặt chồng lên các bản đồ sao trên tờ giấy trắng, bằng cách lắc xúc xắc và chuẩn bị các điểm kết thúc mở dựa vào quyết định tự phát của người biểu diễn. (1) Các cách thực hành ngẫu nhiên khác bao gồm ném tiền xu, lấy một thứ gì đó ra khỏi mũ, hoặc chọn các từ ngẫu nhiên từ một từ điển.
Nói tóm lại, chủ nghĩa may rủi là một cách để đưa những ý tưởng hoặc ý tưởng mới vào một quá trình sáng tạo.

## Ứng tác
Ngẫu hứng là một quá trình sáng tạo mà có thể được nói, viết hoặc sáng tác mà không cần chuẩn bị trước. Sự ứng biến, hay còn gọi là sự xáo trộn, có thể dẫn tới việc khám phá ra những cách mới để hành động, những hình thức tư duy và thực tiễn mới, hoặc những cấu trúc mới. Improvisation được sử dụng trong việc tạo ra âm nhạc, sân khấu, và các hình thức khác nhau. Nhiều nghệ sĩ cũng sử dụng các kỹ thuật ngẫu hứng để giúp dòng chảy sáng tạo của họ.
Sau đây là hai lĩnh vực quan trọng sử dụng ngẫu hứng:
- Nhà hát ngẫu hứng là một hình thức sân khấu trong đó các diễn viên sử dụng các kỹ thuật diễn xuất improvisational để thực hiện tự phát. Nhiều kỹ thuật cải tiến (improvisational) được giảng dạy trong các lớp kịch nghệ tiêu chuẩn. Các kỹ năng cơ bản của nghe, rõ ràng, tự tin, và thực hiện theo bản năng và tự phát được coi là những kỹ năng quan trọng để các diễn viên phát triển..[2]
- Ngẫu hứng tự do là thành phần thời gian thực. Nhạc sĩ của tất cả các loại ("improv") âm nhạc ứng biến; âm nhạc ngẫu hứng như vậy không giới hạn ở một thể loại cụ thể. Hai nhạc sĩ đương đại sử dụng ngẫu hứng tự do là Anthony Braxton và Cecil Taylor.

## Trong giải quyết vấn đề
Trong bối cảnh giải quyết vấn đề, kỹ thuật sáng tạo dùng  từ ngẫu nhiên có lẽ là phương pháp đơn giản nhất. Một người đối mặt với một vấn đề được trình bày với một từ ngẫu nhiên tạo ra, với hy vọng là một giải pháp phát sinh từ bất kỳ mối liên hệ giữa từ và vấn đề. Kỹ thuật này dựa trên tư duy kết hợp, quá trình thu thập thông tin từ kiến thức của chúng tôi và tự động tìm ra các mẫu trên các yếu tố. Trong khi tư duy liên kết tiêu chuẩn tạo ra sự kết hợp giữa các khái niệm có liên quan chặt chẽ và không phải là rất ban đầu, tính không thể đoán trước của một từ ngẫu nhiên sẽ dẫn đến việc khám phá các mối liên kết mới sẽ không xuất hiện tự động và hy vọng gây ra các giải pháp mới. Một hình ảnh, âm thanh hoặc bài báo ngẫu nhiên có thể được sử dụng thay vì một từ ngẫu nhiên như là một loại cảm giác sáng tạo hoặc sự khiêu khích.
Có rất nhiều công cụ giải quyết vấn đề và phương pháp luận để hỗ trợ sáng tạo:
- TRIZ (lý thuyết được bắt nguồn từ các công cụ như ma trận mâu thuẫn ARIZ hoặc TRIZ)
- Quá trình giải quyết vấn đề sáng tạo (CPS) (chiến lược phức tạp, còn gọi là chu trình Osborn-Parnes)
- Quá trình tư duy phi tuyến, của Edward de Bono
- Sáu chiếc mũ tư duy, của Edward de Bono
- Herrmann Brain Dominance Instrument - não phải / não trái
- Động não và Thảo luận viết
- Tư duy vượt giới hạn
- Trò chơi chiến tranh kinh doanh, để giải quyết các vấn đề cạnh tranh
- Phân tích SWOT
- Phương pháp USIT về sự sáng tạo tập trung
- Thí nghiệm tưởng tượng
- QUY TẮC 5 W

## Trong quản lý dự án
Đối với mục đích quản lý dự án, kỹ năng sáng tạo nhóm là kỹ thuật sáng tạo được sử dụng bởi một nhóm trong quá trình thực hiện dự án. Một số kỹ thuật liên quan là động não, kỹ thuật nhóm danh nghĩa, kỹ thuật Delphi, lập bản đồ tư duy/ ý tưởng, Biểu đồ tương đồng - Affinity diagram, và Phân tích quyết định nhiều tiêu chí. Những kỹ thuật này được tham chiếu trong Hướng dẫn về những kiến thức cốt lõi trong Quản lý dự án.
Kỹ thuật sáng tạo nhóm có thể được sử dụng theo một trình tự; ví dụ:
1. Thu thập yêu cầu sử dụng bản đồ tư duy/ý tưởng
2. Tiếp tục tạo ra những ý tưởng bằng kĩ thuật động não
3. Xây dựng một sơ đồ tương đồng dựa vào những ý tưởng được tạo ra
4. Xác định quan trọng nhất ý tưởng bằng cách áp dụng Kỹ thuật Nhóm danh nghĩa
5. Có được một số viên đạn của độc lập hồi sử dụng Phương pháp Delphi

## Các yếu tố ảnh hưởng

### Phân tâm
Nhiều nghiên cứu đã xác nhận rằng phân tâm thực sự làm tăng sáng tạo nhận thức. Một nghiên cứu do Jonathan Schooler thực hiện cho thấy rằng các phiền nhiễu không cần thiết sẽ cải thiện hiệu suất của một tác vụ sáng tạo cổ điển được gọi là UUT (Unusual Uses Task), trong đó chủ đề phải đưa ra nhiều cách sử dụng cho một đối tượng thông thường. Các kết quả khẳng định rằng các quá trình thần kinh liên quan đến quyết định xảy ra trong những khoảnh khắc của tư tưởng vô thức trong khi một người tham gia vào một công việc không đòi hỏi. Nghiên cứu cho thấy rằng trong khi phân tâm một chủ đề không duy trì một suy nghĩ trong một thời gian dài đặc biệt, từ đó cho phép những ý tưởng khác nhau tràn ngập và ra khỏi ý thức của một người - loại kết hợp này dẫn đến sự ấp ủ sáng tạo.
Tiếng ồn xung quanh là một nguồn khác dẫn đến phân tâm, nhưng chưa có chứng minh rằng mức vừa phải tiếng ồn thực sự nâng cao sự sáng tạo. Giáo sư Ravi Mehta tiến hành nghiên cứu để nghiên cứu các mức độ của sự phân tâm gây ra bởi các tiếng ồn mức độ hiệu quả của sự sáng tạo. Một loạt các thí nghiệm cho thấy rằng mức vừa phải của tiếng ồn xung quanh (70 dB) sản xuất chỉ đủ để gây phân tâm, dẫn đến trừu tượng nhận thức. Những cao hơn construal cấp gây ra bởi vừa cấp của tiếng ồn do đó tăng cường sự sáng tạo.

### Đi bộ
Trong năm 2014, một nghiên cứu cho thấy rằng đi bộ tăng sự sáng tạo, một hoạt động yêu thích của Albert Einstein.

### Ngủ và thư giãn
Một số người ủng hộ tăng cường sự sáng tạo bằng cách lợi dụng hypnagogia, chuyển từ sự tỉnh táo sang ngủ, sử dụng kỹ thuật như giấc mơ sáng suốt. Một kỹ thuật đã sử dụng bởi Salvador Dalí, chìm vào giấc ngủ trong một chiếc ghế bành với một bộ chìa khóa trong tay. Khi anh đã hoàn toàn ngủ, chùm chìa khóa sẽ rơi và đánh thức anh ta dậy, cho phép anh ta để nhớ lại những hình ảnh trong tiềm thức của mình. Thomas Edison sử dụng kỹ thuật tương tự với vòng bi.

### Thiền
Một nghiên cứu từ năm 2014 được thực hiện bởi những nhà nghiên cứu ở Trung quốc và Mỹ, bao gồm cả nhà tâm lý học Michael Posner thấy rằng: thực hiện một ngắn 30 phút thiền phiên mỗi ngày, trong bảy ngày, đã đủ để nâng cao sự sáng tạo trong lời nói và quan sát, được đo bằng Các bài kiểm tra tư duy sáng tạo, do những ảnh hưởng tích cực của thiền về mặt quan hệ tình cảm. Một nhà nghiên cứu cũng cho thấy trong năm 2015 rằng các khóa thiền ngắn hạn cũng giúp cải thiện kĩ năng giải quyết vấn đề bên trong (loại thường liên kết với những khoảnh khắc hiểu rõ "Ah-ha" hoặc "eureka") được đo bằng việc thử nghiệm cộng tác từ xa.

## Web 2.0
Có tuyên bố rằng không có tác phẩm sáng tạo là một nỗ lực hoàn toàn của cá nhân mà không có ảnh hưởng như con người là sản phẩm của môi trường của họ bao gồm bạn bè, gia đình, các nhóm ngang hàng, và cộng sự và những người cạnh tranh với họ. Các ứng dụng Web 2.0 có thể giúp ích cho các hoạt động sáng tạo (như tạo nội dung) bằng các công cụ và cách thức hợp tác, cạnh tranh, chia sẻ, crowdsourcing, hiện tượng tập thể, động cơ và phản hồi..